# 樋口弥治郎
樋口 弥治郎（ひぐち やじろう、? - 享保12年3月12日（1727年5月2日））は、江戸時代中期の一揆指導者。名は弥次郎とも書く。

## 経歴・人物
美作国真島郡見尾村(現：岡山県真庭市見尾)の農民。
享保11年（1726年）美作国津山藩領で起こった山中一揆の指導者のひとり。山中一揆では約4000人の農民が蜂起し、年貢増徴策の強行への反対と村役人の不正の糾弾を訴え、村役人の宅を打ちこわし、藩に要求書を提出した。藩は一部要求を一旦飲んだが、弥治郎を初めとした多数の農民が捕らえられ、処刑された。
のち義民として祭られ、供養碑が見尾に建てられた。碑には「義民樋口弥治郎之碑」と刻まれている。